# 하트퍼드 울프팩
| 하트퍼드 울프팩 | |
| 콘퍼런스        | 동부 콘퍼런스 |
| 디비전          | 애틀랜틱 디비전 |
| 설립연도        | 1926년 (1936년 AHL 가입) |
| 해체연도        | |
| 역사            | 프로비던스 레즈 (1926년~1976년) 로드아일랜드 레즈 (1976년~1977년) 빙엄턴 더스터스 (1977년~1980년) 빙엄턴 훼일러즈 (1980년~1990년) 빙엄턴 레인저스 (1990년~1997년) 하트퍼드 울프팩 (1997년~2010년) 코네티컷 훼일 (2010년~2013년) 하트퍼드 울프팩 (2013년~현재) |
| 경기장          | 피플뱅크 아레나 |
| 연고지          | 코네티컷주 하트퍼드 |
| 상징색          | 파랑, 빨강, 하양 |
| 구단주          | 매디슨 스퀘어 가든 컴퍼니 컴캐스트 스펙테이서 |
| 단장            | 짐 숀펠드 |
| 감독            | 켄 게르난더 |
| NHL 제휴        | 뉴욕 레인저스 |
| ECHL 제휴       | 그린빌 스웜프 래비츠 |
| 정규시즌 우승   | 1 (2000) |
| 콘퍼런스 우승   | 1 (2000) |
| 디비전 우승     | 4 (2000, 2004, 2009, 2015) |
| 칼더 컵         | 1 (2000) |
| 영구 결번       | 12 |

하트포드 울프팩(Hartford Wolf Pack)는 미국 코네티컷주 하트퍼드를 연고지로 하는 AHL의 동부 콘퍼런스 애틀랜틱 디비전 소속 아이스 하키팀이다.

## 역대 홈경기장
| 코네티컷 훼일/하트퍼드 울프팩 |             |          |                     |                                                            |
| 경기장                        | 사용기간    | 수용인원 | 장소                | 비고                                                       |
| 피플뱅크 아레나               | 1997년~현재 | 15,635명 | 코네티컷주 하트퍼드 | 하트포드 시빅 센터 (1975년~2007년) XL 센터 (2007년~2025년) |